# Joe Gene Byrd
Gene Herbert „Joe“ Byrd (* 21. Mai 1933 in Chuckatuck, Virginia; † 6. März 2012 in Edgewater, Maryland) war ein amerikanischer Jazzgitarrist und -kontrabassist.

## Leben und Wirken
Byrd, der jüngste Bruder des Gitarristen Charlie Byrd, lernte von seinem Vater Gitarre und wendete sich dann dem Kontrabass zu. Er studierte auf dem Peabody Conservatory of Music in Baltimore klassische Musik, spielte in dieser Zeit aber als Bassist in den lokalen Jazzclubs und an den Wochenenden mit seinem Bruder in Washington, D.C. 1962 zog ihn dieser zu den Aufnahmen des Albums Jazz Samba von Stan Getz als zusätzlichen Bassisten mit heran; auf einigen Titeln wirkte er auch als Rhythmusgitarrist. 1963 wurde er als Bassist Mitglied des Charlie Byrd Trios, dem er beinahe vierzig Jahre angehörte. Auch mit den Great Guitars (Barney Kessel, Herb Ellis und Charlie Byrd) ging er mehrfach auf weltweite Tournee und war an mehreren Alben für Concord beteiligt. Seit Ende der 1970er Jahre betrieb er daneben gelegentlich sein eigenes Trio, auf das er sich nach dem Tod seines Bruders 1999 konzentrierte.
In der Showboat Lounge in Washington begleitete er auch Teddy Wilson, mit dem ihn eine Freundschaft verband, Jimmy Witherspoon, Mose Allison und Coleman Hawkins. Byrd starb bei einem Autounfall im März 2012.

## Diskographische Hinweise
- Stan Getz/Charlie Byrd Jazz Samba (1962)
- Laurindo Almeida/Charlie Byrd: Tango (1985)
- Charlie Byrd/Herb Ellis/Barney Kessel Straight Tracks (1990)
- Basically Blues (2001)
- Joe Byrd, Howard Alden Duets (2006)

## Lexikalische Einträge
- Leonard Feather, Ira Gitler: The Biographical Encyclopedia of Jazz. Oxford University Press, New York 1999, ISBN 0-19-532000-X.